# 河野正夫
河野 正夫（こうの まさお、1902年（明治35年）8月8日 - 1973年（昭和48年）6月7日）は、昭和期の教育者、労働運動家、政治家。参議院議員（1期）。

## 経歴
千葉県君津郡上総町（現・君津市）出身。1929年（昭和4年）東京帝国大学文学部哲学科を卒業した。
1929年、姫路市の私立亀山高等女学校教諭に就任。その後、帝国女子専門学校、同附属日本高等女学校教諭に転じた。1940年（昭和15年）東京府立第八中学校教諭に就任し終戦を迎えた。
戦後、労働運動に加わり、東京都教職員組合協議会委員長、教員組合全国連盟委員長、教職員適格審査委員などを務めた。
1947年（昭和22年）4月の第1回参議院議員通常選挙で全国区に無所属で出馬して当選（補欠、任期3年）し、1950年（昭和25年）6月の第2回通常選挙で全国区に日本社会党公認で出馬したが落選し、参議院議員に1期在任した。この間、参議院文教委員などを務めた。
1950年10月、第2回東京都教育委員選挙に立候補して当選。1956年（昭和31年）8月、教育委員任命制を定めた地方教育行政の組織及び運営に関する法律が成立した直後に教育委員を辞職した。その後、1958年（昭和33年）10月、東京都立金町高等学校長に就任した。
1973年（昭和48年）6月7日死去、70歳。死没日をもって勲三等瑞宝章追贈、正五位に叙される。